# Wassili Grigorjewitsch Imschenezki
Wassili Grigorjewitsch Imschenezki (russisch Василий Григорьевич Имшенецкий; * 4. Januarjul. / 16. Januar 1832greg. in Ischewsk, Gouvernement Wjatka, Russisches Kaiserreich; † 24. Maijul. / 5. Juni 1892greg. in Moskau) war ein russischer Mathematiker.

## Leben und Wirken
Imschenezki wurde in Ischewsk geboren, wo sein Vater Militärarzt in der Waffenfabrik war. Er studierte bis 1853 an der physikalisch-mathematischen Fakultät der Universität Kasan und wurde anschließend Lehrer an einem Gymnasium. Seine nebenberuflichen mathematischen Arbeiten über hyperbolische Funktionen und trilineare Koordinaten erregten die Aufmerksamkeit seiner Hochschullehrer. Deshalb wurde er 1862 zu weiterführenden Studien nach Paris geschickt, wo er unter anderem Vorlesungen von Gabriel Lamé, Joseph Liouville, Joseph Serret, Jean Marie Duhamel und Joseph Bertrand besuchte.
Nach seiner Rückkehr nach Russland wurde er zunächst Assistent, dann außerordentlicher und 1869 nach seiner Promotion (Kandidat der Wissenschaften) mit einer Arbeit über die Integration partieller Differentialgleichungen erster Ordnung ordentlicher Professor an der Universität Kasan. Seine Dissertation erschien bereits 1869 auch in französischer Sprache in Paris. Gegenstand seiner folgenden Doktorarbeit (entspricht der Habilitation) war die Lösung der Monge-Ampère'schen Differentialgleichung. Aufgrund interner Probleme verließ er die Universität Kasan und arbeitete zeitweilig für eine Bank, bevor er 1873 einen Ruf auf einen Lehrstuhl an der Universität Charkiw erhielt. Dort gründete er eine örtliche mathematische Gesellschaft. Da er 1881 zum ordentlichen Mitglied der Russischen Akademie der Wissenschaften gewählt wurde, verließ er Charkiw und ging nach Sankt Petersburg, wo er bis zu seinem Tod im Jahr 1892 an der Akademie und als Hochschullehrer tätig war.
1890 gründete er die Sankt Petersburger Mathematische Gesellschaft und wurde ihr erster Präsident.

## Schriften (Auswahl)
- V. G. Imschenetsky: Sur L'Integration Des Equations Aux Derivees Partielles Du Premier Ordre. Gauthier-Villars, Paris 1869, S. 202 (jhu.edu [PDF]).